# 아케라마르카그라칠레주머니쥐
아케라마르카그라칠레주머니쥐 또는 볼리비아그라칠레주머니쥐(Gracilinanus aceramarcae)는 남아메리카에 사는 주머니쥐의 일종이다. 볼리비아와 페루의 토착종으로 열대 숲 서식지에서 발견된다. 주로 나무 위에서 생활하는 수상성 동물이지만, 땅 위에서 먹이를 구하는 것으로 추정하고 있다.